# Мендес, Хосе Мария
Хосе́ Мари́я Па́сос Менде́с, имеет прозвище Пу́льпис (исп. José María Pazos Méndez; род. 28 марта 1974, Луго, Галисия) — испанский мини-футбольный игрок, выступавший на позиции вратаря, ныне тренер и специалист, мини-футбольный инструктор. Наиболее известен как главный тренер национальной сборной Узбекистана по мини-футболу, которую он тренировал в 2011—2012 и 2014—2017 годах.

## Биография и карьера
Хосе Мария Мендес родился 28 марта 1974 года в городе Луго, который находится в испанской провинции Галисия. В молодости начал играть в мини-футбол, на позиции вратаря. По словам самого Мендеса, Он не был силён в качестве игрока и поэтому завершил карьеру в 22 года. По его словам, в том году в его клубе внезапно уволили главного тренера и опустевшее место предложили занять ему. Таким образом Мендес начал тренерскую деятельность.
До середины 2000-х годов тренировал различные испанские клубы. Некоторое время работал в Хорватии. Во время его тренерства в одном из испанских клубов в 2008 году, сборная Таиланда пригласила его в качестве главного тренера и таким образом Мендес стал главным тренером данной сборной. С тех пор Он работает в Азии. В его руководстве сборная Таиланда в первый раз в своей истории дошёл до финала Чемпионата Азии и в третий раз в своей истории участвовала на Чемпионате мира 2008, который проходил в Бразилии и заняла 4-е место в группе B. Некоторое время работал со сборной Вьетнама. В 2011 году получил приглашение от сборной Узбекистана и возглавил эту сборную. Работал в Узбекистане до конца 2012 года и с 2013 года начал работать в тайском клубе «Чонбури Блувэйв». С апреля 2014 года снова возглавляет сборную Узбекистана. Под его руководство узбекистанцы выиграли бронзовые медали Чемпионата Азии 2014 и дошли до финала на Чемпионате Азии 2016 года, который проходил в Ташкенте, и в первые в своей истории получили путёвку на Чемпионат мира 2016, который прошёл в Колумбии.

## Достижения
- Бронзовый призёр Чемпионата Азии: 2014
- Финалист Чемпионата Азии: 2008, 2016
- Обладатель Кубка обладателей кубков: 2006/07
- Победитель клубного чемпионата Азии: 2013
- Обладатель Кубка Хорватии: 2003/04